# Liste deutscher Alternative-Rock-Bands
Diese Liste zählt deutsche Bands aus dem Genre des Alternative Rock auf. Sie ist eine Unterliste der Liste deutscher Rockbands. Da Indie-Rock mittlerweile als Subgenre oder Synonym des Alternative Rock begriffen wird, werden auch Indie-Bands eingetragen.
Zur Aufnahme in die Liste reichen ein eigener Wikipediaartikel oder belegte überregionale Präsenz.
| Name                           | Genre(s)                                                    | Gründung       | Auflösung | Herkunft                        |
| ------------------------------ | ----------------------------------------------------------- | -------------- | --------- | ------------------------------- |
| 18th Dye                       | Noise-Rock                                                  | ca. 1990, 2005 | 1999      | Deutschland, Dänemark           |
| 4Backwoods                     | Rock, Alternative Rock, Indie-Rock                          | 1993           | 2012      | Eitorf                          |
| 4Lyn                           | Crossover, Rock, Nu Metal                                   | 1995           | 2013      | Hamburg                         |
| Age of Heaven                  | Gothic Rock                                                 | 1991, 2005     | 1997      | Leipzig                         |
| An Cat Dubh                    | Celtic Rock, Folk-Rock, Irish Folk                          | 1992           |           | Darmstadt                       |
| Angelika Express               | Indie-Rock, Punk-Pop                                        | 2002, 2008     | 2005      | Nordrhein-Westfalen             |
| AnnenMayKantereit              | Indie-Rock                                                  | 2011           |           | Köln                            |
| ASP                            | Dark Rock                                                   | 1999           |           | Frankfurt am Main               |
| Atmosonic                      | Alternative Rock, Crossover, Rock                           | 2014           |           | Marburg                         |
| Aufbau West                    | Hip-Hop, Indie-Rock                                         | 2011           |           | Geseke                          |
| Auletta                        | Indie-Rock, Alternative Rock                                | 2005           |           | Mainz                           |
| Bakkushan                      | Indie-Rock, Alternative Rock                                | 2007           |           | Mannheim                        |
| Bananafishbones                | Alternative, Rock, Alternative Country, Pop                 | 1987           |           | Bad Tölz                        |
| Blac Head Lion                 | New Rock, Alternative Rock                                  | 2005           |           | Ludwigshafen am Rhein           |
| Blackmail                      | Indie-Rock                                                  | 1994           |           | Koblenz                         |
| Black Torro                    | Rock, Alternative Rock, Nu Metal                            | 2006           |           | Hamburg                         |
| Blumfeld                       | Hamburger Schule                                            | 1990           | 2007      | Hamburg                         |
| Bonaparte                      | Alternative Rock                                            | 2006           |           | Berlin (gegründet in Barcelona) |
| Bool                           | Rock, Grunge, Alternative Rock                              | 2007           |           | Duisburg                        |
| The Bonny Situation            | Alternative Rock                                            | 2004           |           | Duisburg                        |
| The Convent                    | Indie-Rock, New Wave, Post-Punk                             | 1985           |           | Zeven                           |
| Cox and the Riot               | Indie-Rock, Britpop, Alternative Rock, Post-Punk            | vor 2012       |           | Leipzig                         |
| Dead Guitars                   | Rock, Indie-Rock                                            | 2002           |           | Deutschland                     |
| Diego                          | Indie-Rock, New Wave, Post-Punk                             | 2005           |           | Karlsruhe                       |
| Die Happy                      | Alternative Metal, Alternative Rock                         | 1993           |           | Ulm                             |
| Down Below                     | Dark Rock, Alternative Rock                                 | 2003           |           | Dessau-Roßlau                   |
| Drei Tage wach                 | Indie-Rock                                                  | 2008           |           | Hannover (Göttingen)            |
| Everrain                       | Hardrock, Punkrock, Alternative Rock, Post-Grunge           | 2006           |           | Duisburg                        |
| Fallen Angel’s Symphony        | Dark Rock                                                   | 2000           | 2010      | Leipzig                         |
| Felsenreich                    | Dark Rock                                                   | 1998           |           | Chemnitz                        |
| Fotos                          | Indie-Rock                                                  | 2005           |           | Hamburg                         |
| Freunde der italienischen Oper | Indie-Rock                                                  | 1988, 2009     | 1992      | Mitteldeutschland               |
| Giants Dwarfs and Black Holes  | Psychedelic Rock, Alternative Rock, Blues, Stoner Rock      | 2019           |           | Pfungstadt                      |
| Guano Apes                     | Alternative Rock, Crossover                                 | 1994, 2009     |           | Göttingen                       |
| Hansen Band                    | Indie-Rock                                                  | 2005           | 2007      | Hamburg                         |
| Harmful                        | Noise-Rock                                                  | 1992           | 2014      | Frankfurt am Main               |
| H-Blockx                       | Crossover                                                   | 1990           |           | Münster                         |
| Hermelin                       | Postrock, Psychedelic Rock, Artrock                         | 2001           | Hannover  |                                 |
| The Hirsch Effekt              | Indie-Rock, Metal, Post-Punk, Math-Rock                     | 2009 (?)       | Hannover  |                                 |
| The Intersphere                | Rock, Progressive Rock, Alternative Rock, Lo-Fi, Indie-Rock | 2006           |           | Mannheim                        |
| Kettcar                        | Indie-Rock                                                  | 2001           |           | Hamburg                         |
| Kilians                        | Indie-Rock                                                  | 2005           | 2013      | Dinslaken                       |
| King Køng                      | Hard Rock, Alternative Rock                                 | 1989           | 1999      | West-Berlin                     |
| Kraftklub                      | Indie-Rock                                                  | 2010           |           | Chemnitz                        |
| Lament                         | Alternative Rock                                            | 1996           |           | Leipzig                         |
| Madsen                         | Indie-Rock                                                  | 2004           |           | Clenze                          |
| Masters of Dark Fire           | Dark Rock                                                   | 2004           |           | Berlin                          |
| Mono Inc.                      | Alternative Rock                                            | 2000           |           | Hamburg                         |
| The Notwist                    | Indie-Rock                                                  | 1989           |           | Weilheim in Oberbayern          |
| Olli Schulz und der Hund Marie | Indie-Rock                                                  | 2003           |           | Hamburg                         |
| Parka                          | Indie-Rock                                                  | 2006           |           | Deutschland                     |
| Phillip Boa and the Voodooclub | Alternative Rock                                            | 1985           |           | Deutschland                     |
| Rozencrantz                    | Alternative Rock                                            | 2003           |           | Deutschland                     |
| Scandinavians                  | Alternative Rock                                            | 1989           |           | Olfen                           |
| Schwefel                       | Indie-Rock, Glam Rock, Alternative Rock                     | 1984           | 2015      | Mannheim                        |
| Scumbucket                     | Indie-Rock                                                  | 1996           |           | Koblenz                         |
| Shagadelic Groove              | Alternative Rock, Funk, Zouk                                | 2008           |           | Chemnitz                        |
| Slut                           | Indie-Rock                                                  | 1994           |           | Ingolstadt                      |
| SOAB                           | Alternative Rock, Pop-Punk, Punkrock, Nu Metal              | 2009           |           | Rostock                         |
| Sondermarke                    | Indierock, Pop-Punk                                         | 2018           |           | Schweinfurt                     |
| Sportfreunde Stiller           | Indie-Rock                                                  | 1996           |           | Germering                       |
| Steinkind                      | Electronica, Alternative Rock                               | 2006           |           | Leipzig                         |
| Subwave                        | Alternative Rock                                            | 1997           |           | Nürnberg                        |
| This Is the Arrival            | Indie-Rock                                                  | 2008           | 2013      | München                         |
| Tocotronic                     | Hamburger Schule                                            | 1993           |           | Hamburg                         |
| Tomte                          | Indie-Rock                                                  | 1987           |           | Hamburg                         |